# Сілвер-Спрінгс (Аляска)
Сілвер-Спрінгс (англ. Silver Springs) — переписна місцевість (CDP) в США, в окрузі Вальдес-Кордова штату Аляска. Населення — 111 особа (2020).

## Географія
Сілвер-Спрінгс розташований за координатами 62°1′8″ пн. ш. 145°21′17″ зх. д. / 62.01889° пн. ш. 145.35472° зх. д. (62.018766, -145.354854).  За даними Бюро перепису населення США в 2010 році переписна місцевість мала площу 7,51 км², уся площа — суходіл. В 2017 році площа становила 6,64 км², уся площа — суходіл.

## Демографія
Згідно з переписом 2010 року, у переписній місцевості мешкало 114 осіб у 44 домогосподарствах у складі 34 родин. Густота населення становила 15 осіб/км².  Було 66 помешкань (9/км²).
Расовий склад населення:
| - 86,8 % — білих - 7,9 % — корінних американців - 1,8 % — азіатів |

До двох чи більше рас належало 3,5 %. Частка іспаномовних становила 0,9 % від усіх жителів.
За віковим діапазоном населення розподілялося таким чином: 26,3 % — особи молодші 18 років, 69,3 % — особи у віці 18—64 років, 4,4 % — особи у віці 65 років та старші. Медіана віку мешканця становила 41,0 року. На 100 осіб жіночої статі у переписній місцевості припадало 128,0 чоловіків;  на 100 жінок у віці від 18 років та старших — 127,0 чоловіків також старших 18 років.
Середній дохід на одне домашнє господарство  становив 78 333 долари США (медіана — 85 341), а середній дохід на одну сім'ю — 80 244 долари (медіана — 85 795). За межею бідності перебувало 7,7 % осіб, у тому числі 6,3 % дітей у віці до 18 років та 0,0 % осіб у віці 65 років та старших.
Цивільне працевлаштоване населення становило 79 осіб. Основні галузі зайнятості: освіта, охорона здоров'я та соціальна допомога — 30,4 %, публічна адміністрація — 19,0 %, мистецтво, розваги та відпочинок — 19,0 %.